# Ekaterina Sergeevna Šeremeteva
Ekaterina Sergeevna Šeremeteva, in russo Екатерина Сергеевна Шереметева? (17 dicembre 1813 – 7 maggio 1890), è stata una nobildonna russa.

## Biografia
Era la figlia di Sergej Vasil'evič Šeremetev (1786-1837), e di sua moglie, Varvara Petrovna Almazova (1786-1857), figlia di Pëtr Nikolaevič Almazov.
Ricevette per la sua età una "educazione molto discreta" e leggeva molto in tre lingue. In generale, come direbbero i francesi "une Grande Dame".

## Matrimonio
Nel 1831 sposò il cugino di secondo grado Aleksej Vasil'evič Šeremetev (1800-1857), figlio di Vasilij Petrovič Šeremetev e Nadežda Nikolaevna Tjutčeva. Ebbero dieci figli:
- Varvara Alekseevna (1832-1885), sposò il conte Vladimir Ivanovič Musin-Puškin;
- Vasiij Alekseevič (1834-1884), sposò Natal'ja Afanasevna Stolypina;
- Sergej Alekseevič (1836-1896), sposò la principessa Evdokija Borisovna Golicyna;
- Nadežda Alekseevna (1838-1840);
- Ekaterina Alekseevna (15 maggio 1841);
- Sof'ja Alekseevna (1842-1871), sposò il conte Aleksej Vasil'evič Bobrinskij;
- Pëtr Alekseevič (23 dicembre 1845-25 ottobre 1853);
- Vladimir Alekseevič (1847-1903), sposò la contessa Elena Grigor'evna Stroganova, figlia della granduchessa Marija Nikolaevna Romanova;
- Anna Alekseevna (1849 -?);
- Boris Alekseevič (9 giugno 1852-28 luglio 1853).

Suo marito fu membro della "Unione del Welfare", durante la Rivolta dei decabristi.

## Morte
Ekaterina dedicò molto tempo alle opere di carità. Dopo la morte del marito, nel 1857, Ekaterina divenne capo famiglia.
Morì il 7 maggio 1890.